# Jan Gerard van Deinse
Jan Gerard van Deinse (Hulst, 26 maart 1841 - Apeldoorn, 9 juni 1908) was een Nederlands politicus.
Van Deinse was een notaris uit Hulst, die ruim zeven jaar Tweede Kamerlid was. Hij stapte daarmee in de voetsporen van zijn oom Joannes Jacobus, maar was anders dan dit familielid liberaal. Zijn vader was rechter. Hij was vooral een regio-afgevaardigde, die hoofdzakelijk over onderwerpen van ondergeschikt belang sprak.